# Typologie syntaxique des langues
 (janvier 2019).
Si vous disposez d'ouvrages ou d'articles de référence ou si vous connaissez des sites web de qualité traitant du thème abordé ici, merci de compléter l'article en donnant les références utiles à sa vérifiabilité et en les liant à la section « Notes et références ».
La typologie syntaxique est une branche de la typologie linguistique qui classe les langues selon l'ordre dans lequel les mots apparaissent à l'intérieur des phrases.
L'applicabilité des typologies syntaxiques varie selon les langues, dont l'ordre des mots peut être plus ou moins strict. Pour certaines langues, il est strictement réglé, mais d'autres permettent au contraire de nombreuses permutations.
La plus utilisée des typologies syntaxiques, développée notamment par Joseph Greenberg, prend en compte l'ordre respectif du verbe transitif et de ses deux actants : le sujet et l'objet. Ce n'est cependant pas la seule.

## Typologie par ordre des actants du verbe transitif

### Liste des types
La liste suivante donne l'ensemble des types d'organisation possibles, du plus fréquent au plus rare. Les abréviations suivantes sont usuelle : S pour « sujet », O pour « objet », V pour « verbe ».
Trois types sont dominants dans les langues du monde :
- Les langues SOV (« le chat la souris mange ») comprennent par exemple le japonais, le turc, le coréen, ainsi que de nombreuses autres ; c'est le type d'ordre le plus fréquent, qui représente 41 % des langues du monde[réf. nécessaire]. Ce sont souvent des langues ayant un cas accusatif.
- Les langues SVO (« le chat mange la souris ») comprennent par exemple l'anglais, le français, le swahili, les langues chinoises et de nombreuses autres ; elles représentent 39 % des langues du monde[réf. nécessaire], mais cinq langues de travail de l'ONU sur les six , -sauf l'arabe -.
- Les langues VSO (« mange le chat la souris ») comprennent l'arabe classique, les langues celtiques insulaires et l'hawaïen ; elles représentent 15 % des langues du monde[réf. nécessaire].

Les types suivants sont nettement plus rares et ne regroupent que 5 % des langues du monde[réf. nécessaire] :
- Les langues VOS (« mange la souris le chat ») comprennent par exemple le fidjien et le malgache.
- Les langues OSV (« la souris le chat mange ») comprennent par exemple le xavánte.
- Les langues OVS (« la souris mange le chat ») comprennent le hixkaryana.

La raison pour laquelle les langues où le sujet précède l'objet sont beaucoup plus fréquentes que celles où l'objet précède le sujet n'a pas encore été éclaircie.

### Implications structurelles
Il a été observé que la place du verbe et de ses actants a tendance à être corrélée à diverses autres tendances dans l'ordre des mots. Par exemple :
- Les langues SOV ont tendance à placer les modificateurs (adjectifs et adverbes) avant ce qu'ils modifient, et à utiliser des postpositions.
- Pour les langues SVO, les deux ordres sont possibles. Par exemple, le français place la majorité des adjectifs après le nom, mais bon nombre peuvent aussi se placer avant ; la place de nombreux adverbes est assez libre ; il utilise essentiellement des prépositions[1]
- Les langues VSO tendent à placer les modificateurs après le modifié, et utilisent des prépositions.

Il s'agit de tendances, non de règles absolues. En pratique, de nombreuses langues ne réalisent pas un type pur :
- l'anglais est SVO mais place presque toujours l'adjectif devant le nom.
- le persan est SOV mais utilise des prépositions[2].

### Langues à ordre libre
Cette typologie s'applique aux nombreuses langues telles que le latin, le grec ancien, le russe, l’espéranto et dans une certaine mesure l'espagnol[Laquelle ?], l’italien ou le français, où la structure des phrases est souple et l'ordre des actants libre. La typologie recourt alors à des considérations de fréquence, ou aux implications structurelles, pour déterminer le type dominant.
Les langues à ordre libre recourent à d'autres éléments que l'ordre pour différencier les actants. Il s'agit souvent de marques casuelles.
L'ordre des syntagmes n’y joue aucun rôle dans la signification de la phrase: par exemple en espéranto, la kato manĝas la muson = La muson manĝas la kato = La kato la muson manĝas = Manĝas la muson la kato. Le sens est toujours clair puisque l'objet direct porte la terminaison -n (prise du grec). La principale langue internationale auxiliaire construite clarifie ainsi la communication entre les locuteurs des différents types de langues, sans privilégier un ordre plutôt qu’un autre.  Dans les faits néanmoins, le SVO reste l’ordre le plus courant, étant donné qu’il est majoritaire à l’échelle mondiale dû au colonialisme sa systématicité chez les locuteurs de créoles
L’ordre des syntagmes sert alors à indiquer des différences de thème et rhème, c’est-à-dire de généralité, d’emphase, de chute voir d’effet de surprise. Par exemple en français populaire, à usage systématique de la dislocation, « mon frère, tes yeux le font mourir d’amour » et « tes yeux le font mourir d’amour, mon frère », ont la même signification générale, mais portent une connotation pragmatique différente quant à quelle information on croit nouvelle, surprenante ou importante, et inversement.

### Langues à plusieurs ordres
En dehors même des langues à ordre libre, certaines langues utilisent plusieurs ordres de mots selon le type de construction. Ainsi le français est-il SVO (le chat mange la souris) mais place les pronoms objets avant le verbe (le chat la mange). Ceci rend le français de type SOV dans certaines phrases.

### Ordre V2
Une langue à verbe second, ou en abrégé langue V2, est une langue dont les propositions principales ont toujours un verbe comme deuxième constituant, précédé d'un élément thématisé, comme cet exemple allemand : 
- Ich koche Kaffee in der Küche. « Je fais du café à la cuisine. »
- Kaffee koche ich in der Küche. « Du café, j'en fais à la cuisine. »
- In der Küche koche ich Kaffee. « À la cuisine, je fais du café. »

Cette notion a été développée pour décrire les langues germaniques modernes, qui sont toutes de ce type à l'exception notable de l'anglais. L'ancien français était également une langue de ce type, et il en reste des traces en français moderne dans certaines phrases à inversion : Bientôt viendront les autres. Le breton est également une langue V2.
L'ordre des mots peut ne pas suivre ce modèle en proposition subordonnée. Par exemple, l'allemand suit en proposition subordonnée l'ordre SOV, mais le suédois suit l'ordre SVO.

### Ordre banalisé et accentué
Dans de nombreuses langues, un changement dans l'ordre des mots peut survenir dans diverses circonstances sémantiquement marquées.
Il peut s'agir d'un changement de modalité, comme la négation ou l'interrogation. Le français en fournit un exemple puisque le passage de l'ordre SVO à l'ordre VSO, appelé inversion, est une des façons d'exprimer l'interrogation :
Tu manges de la viande. (SVO) ~ Manges-tu de la viande ? (VSO). 
Ce genre d'exploitation sémantique du changement d'ordre n'est naturellement possible que dans les langues à ordre strict.
De nombreuses langues à ordre libre utilisent en fait l'ordre des mots pour l'organisation du discours. Cependant, chaque langue dispose en général d'un ordre préférentiel. Un tel ordre est banalisé et ne contient que l'information minimale. 
Dans de très nombreuses langues, les opérations de mise en relief comme la thématisation ou la focalisation impliquent des changements d'ordre des mots, qui peuvent se réaliser directement (voir les exemples allemands ci-dessus illustrant l'ordre V2), soit par l'intervention de structures spécialisées comme l'extraction (en français : C'est ce garçon que j'ai vu lancer une pierre dans ton jardin.) ou la dislocation (en français : Ce garçon, je l'ai vu lancer une pierre dans ton jardin.).

## Typologie par place des modificateurs
Un autre type important de typologie syntaxique repose sur la place des modificateurs par rapport à l'élément qu'ils modifient :
- l'adjectif épithète par rapport à son nom régisseur
- le complément du nom par rapport au nom qu'il complète
- la proposition subordonnée relative par rapport à son antécédent
- le terme de comparaison d'un comparatif
- l'adverbe par rapport à l'élément qu'il modifie.

On distingue deux types :
- une langue centrifuge ou descendante, en anglais head-first, place les modificateurs après l'élément modifié
- une langue centripète ou montante, en anglais head-last, place les modificateurs avant l'élément modifié.

À nouveau, il existe un gradient de possibilité entre ces deux types, avec de nombreux intermédiaires. Par exemple, en anglais, l'adjectif épithète est normalement avant le nom mais la relative après son antécédent et le terme de comparaison après le comparatif. La place des adverbes est variable, et la place du complément du nom dépend de la structure utilisée (après le nom complété lorsqu'il est construit avec la préposition of mais avant le nom complété lorsqu'il s'agit du génitif saxon ’s).

## Typologie par centralité des fonctions syntaxiques
Un autre type de typologie syntaxique s'intéresse plus à l'organisation des rôles sémantiques en fonctions syntaxiques qu'à l'ordre des mots.
Une notable parmi celles-ci évalue les langues en fonction de l'importance qu'y tiennent les notions de sujet et de thème. Elle distingue quatre types :
- les langues à prééminence du sujet (en anglais subject-prominent) : cas de la plupart des langues européennes dont le français.
- les langues à prééminence du thème (en anglais topic-prominent) : cas des langues chinoises.
- les langues à prééminence du thème comme du sujet : cas du japonais.
- les langues sans prééminence du thème ni du sujet : cas du tagalog.

## Restructuration typologique
Comme tout élément d'une langue, l'ordre des mots est susceptible de modifier avec le temps ; une langue peut donc changer de typologie au cours de son évolution. Par exemple, le vieil anglais et l'ancien français étaient des langues V2, avec le verbe en deuxième position.
L'anglais et le français modernes sont des langues à ordre SVO mais conservent des traces de l'état ancien, par exemple sous forme d'inversions dans certains types de phrase.